# Enrico I di Babenberg
Enrico I di Babenberg, conosciuto anche come Enrico il Forte (in tedesco: Heinrich der Starke), (... – 23 giugno 1018) fu margravio d'Austria dal 994 sino alla sua morte.

## Biografia
Enrico il Forte era il figlio di Leopoldo I, il primo margravio d'Austria e Riccarda di Sualafeldgau; egli era quindi membro della dinastia Babenberg. Al tempo dell'investitura di Enrico il Forte nel 996, la terra tra il Bisamberg e il fiume March non era ancora stata colonizzata dai tedeschi. Nel 1002, l'imperatore Enrico II concesse due aree di terra al margravio: una di 18 miglia quadrate a sud-ovest di Vienna e un'altra di 22 miglia tra i fiumi Kamp e Morava. Entrambi i doni erano situate alla frontiera, la prima sulla frontiera ungherese, la seconda su quella polacca. Ricevette anche la Wienerwald. Enrico il Forte affrontò la sua più significativa minaccia da nord: in seguito alla morte del duca Boleslao II di Boemia nel 999, l'area della Marca Orientale divenne instabile a causa della brutalità del successore di Boleslao, il duca Boleslao III il Rosso, che però fu presto sconfitto dal duca polacco Bolesław I Chrobry, che divenne duca di Boemia, Moravia e Slovacchia.
Dopo aver preso le marche di Lusazia e di Meissen e le città di Budziszyn e Meissen nel 1002, Bolesław I Chrobry si rifiutò di rendere omaggio all'Impero dai territori conquistati. L'imperatore Enrico II, alleato dei Lutici, rispose con un'offensiva nel 1003 e nell'autunno del 1004 le forze tedesche riuscirono a deporre Bolesław I dal trono boemo. Bolesław I, tuttavia, mantenne il controllo su Moravia e Slovacchia fino al 1018 e continuò a minacciare i territori orientali. Nel 1015 e 1017, Bolesław I attaccò la Marca Orientale e fu sconfitto due volte da Enrico il Forte. Non molto tempo dopo la sua seconda vittoria contro Bolesław I, il 23 giugno 1018, Enrico I il Forte morì "in forze e armato" secondo Tietmaro.
Gli successe il fratello Adalberto.

## Documento di Ostarrîchi
Durante il margraviato di Enrico il Forte, fu rilasciato dall'imperatore Ottone III un documento a Bruchsal il primo novembre 996 in favore di Gottschalk di Hagenau, vescovo di Frisinga. Il significato storico del documento risiede nel fatto che è la prima volta che viene menzionato il nome Ostarrîchi - l'antenato linguistico di Österreich, il nome tedesco per l'Austria - anche se indicava solo un territorio relativamente piccolo. Il documento riguarda una donazione del "territorio che è noto in vernacolo come Ostarrichi" (regione vulgari vocabulo Ostarrichi), specificato come regione di Neuhofen an der Ybbs (in loco Niuuanhova dicto). L'imperatore donò questa terra all'abbazia di Frisinga come feudo. Le terre e alcune altre comunità vicine, acquisite successivamente dall'abbazia, furono detenute fino al 1803, quando furono incorporate in Austria. Il documento è conservato oggi nel Bayerisches Hauptstaatsarchiv di Monaco.

## Ascendenza
|                          |                           |   | Genitori |  |  | Nonni             |  |  | Bisnonni           |  |
|                          |                           |   |          |  |  | Enrico di Baviera |  |  | Arnoldo di Baviera |  |
|                          |                           |   |          |  |  | Enrico di Baviera |  |  | Arnoldo di Baviera |  |
|                          |                           | … |          |  |  | Enrico di Baviera |  |  |                    |  |
| Leopoldo I di Babenberg  |                           |   |          |  |  | Enrico di Baviera |  |  |                    |  |
|                          |                           | … | …        |  |  |                   |  |  |                    |  |
|                          |                           | … | …        |  |  |                   |  |  |                    |  |
|                          |                           | … | …        |  |  |                   |  |  |                    |  |
| Enrico I di Babenberg    |                           | … |          |  |  |                   |  |  |                    |  |
|                          | Enrico IV di Sualafeldgau | … |          |  |  |                   |  |  |                    |  |
|                          | Enrico IV di Sualafeldgau | … |          |  |  |                   |  |  |                    |  |
|                          | Enrico IV di Sualafeldgau | … |          |  |  |                   |  |  |                    |  |
| Riccarda di Sualafeldgau | Enrico IV di Sualafeldgau |   |          |  |  |                   |  |  |                    |  |
|                          |                           | … | …        |  |  |                   |  |  |                    |  |
|                          |                           | … | …        |  |  |                   |  |  |                    |  |
|                          |                           | … | …        |  |  |                   |  |  |                    |  |
|                          |                           | … |          |  |  |                   |  |  |                    |  |